# Calonyx constans
Calonyx constans är en kvalsterart som beskrevs av Marshall 1943. Calonyx constans ingår i släktet Calonyx och familjen Protziidae. Inga underarter finns listade.